# Вессельн
Вессельн (нем. Wesseln) — община в Германии, в земле Шлезвиг-Гольштейн.
Входит в состав района Дитмаршен. Подчиняется управлению КЛьГ Веддингштедт. Население составляет 1383 человека (на 31 декабря 2010 года). Занимает площадь 3,76 км².